# Mnesarete
Mnesarete is een geslacht van libellen (Odonata) uit de familie van de beekjuffers (Calopterygidae).

## Soorten
Mnesarete omvat 24 soorten:
- Mnesarete aenea (Selys, 1853)
- Mnesarete astrape De Marmels, 1989
- Mnesarete borchgravii (Selys, 1869)
- Mnesarete cupraea (Selys, 1853)
- Mnesarete devillei (Selys, 1880)
- Mnesarete drepane Garrison, 2006
- Mnesarete ephippium Garrison, 2006
- Mnesarete fulgida (Selys, 1879)
- Mnesarete fuscibasis (Calvert, 1909)
- Mnesarete grisea (Ris, 1918)
- Mnesarete guttifera (Selys, 1873)
- Mnesarete hauxwelli (Selys, 1869)
- Mnesarete hyalina (Hagen in Selys, 1853)
- Mnesarete lencionii Garrison, 2006
- Mnesarete loutoni Garrison, 2006
- Mnesarete machadoi Garrison, 2006
- Mnesarete marginata (Selys, 1879)
- Mnesarete mariana Machado, 1996
- Mnesarete metallica (Selys, 1869)
- Mnesarete pruinosa (Hagen in Selys, 1853)
- Mnesarete pudica (Hagen in Selys, 1853)
- Mnesarete rhopalon Garrison, 2006
- Mnesarete smaragdina (Selys, 1869)
- Mnesarete williamsoni Garrison, 2006